# Spudaea dilutior
Spudaea dilutior là một loài bướm đêm trong họ Noctuidae.